# 周瑄
周 瑄（しゅう せん、1407年3月30日 - 1484年5月6日）は、明代の官僚。字は廷玉。本貫は太原府陽曲県。

## 生涯
周傑と張氏のあいだの子として生まれた。1425年（洪熙元年）、太原府学に入り、生員となった。1435年（宣徳10年）、郷挙により国学に入った。1437年（正統2年）、行在吏部主事に任じられた。1444年（正統9年）、刑部江西清吏司主事に任じられ、刑事事件の審理をよくした。1448年（正統13年）、刑部員外郎に進んだ。1449年（正統14年）7月、オイラトのエセン・ハーンが明の北辺を侵犯し、これに対して英宗が親征をおこなうことになった。扈従すべき郎中たちの多くは病と称して従軍しなかったが、周瑄は従軍を志願した。8月、土木の変で明軍が大敗すると、周瑄は負傷して北京に帰った。景泰帝が即位すると、周瑄は刑部河南清吏司郎中を代行した。ときに校尉が賄賂を受け取って盗みの罪を仇に押しつけた。周瑄は被告を弁護してその冤罪を雪ぎ、校尉を断罪した。
1450年（景泰元年）10月、周瑄は吏部尚書の王直の推薦により、刑部右侍郎に抜擢された。1456年（景泰7年）、順天府・河間府に出向して飢饉にあえぐ民衆に対して振恤をおこなった。1457年（天順元年）、英宗が復位した。官吏が周瑄の召還を求めたが、英宗は聞き入れず、便宜の処置を取るように周瑄に命じた。周瑄は前後して飢民26万5000人に対して振恤をおこない、種牛を供与し、利民八事を上奏して施行した。1458年（天順2年）10月、刑部左侍郎に転じた。ときに英宗は門達と逯杲を任用して、たびたび粛清事件を起こしていた。周瑄は詳細な経緯を勧告して、多くを是正し、冤罪による刑罰が濫用されないようつとめた。1463年（天順7年）2月、工部の事務を代行するよう命じられた。11月、都察院の事務を代行するよう命じられた。12月、錦衣衛の獄に下されたが、まもなく釈放された。
1465年（成化元年）、周瑄は右都御史に転じ、南京の食糧備蓄を監督した。鳳陽府・淮安府・徐州で飢饉が起こり、周瑄の提言により穀物倉が開かれ、40万石が振給された。1469年（成化5年）3月、南京刑部尚書に転じた。
1477年（成化13年）、たびたび上疏して帰休を請願した。冬、致仕を許され、南京に隠居した。1484年（成化20年）5月6日、死去した。享年は78。太子少保の位を追贈された。諡は荘懿といった。

## 子女
- 周経（長男、字は伯常）
- 周綸（次男、太学生となったが、早逝した）
- 周紘（三男、1478年の進士。南京吏科給事中となり、二度にわたって災異について上奏し、成化帝に聞き入れられた。ほどなく御史の張昺と閲兵して、宦官の蔣琮に誣告を受け、南京光禄寺丞に左遷された。官は山東参議に終わった）
- 周紞（四男）
- 周縉（五男）
- 周紳（六男）
- 周綖（七男、早逝した）
- 周維（八男）
- 周氏（長女、馬忠にとついだ）